# Thionia stipes
Thionia stipes är en insektsart som beskrevs av Fowler 1905. Thionia stipes ingår i släktet Thionia och familjen sköldstritar. Inga underarter finns listade i Catalogue of Life.